# Moshé Flato
Moshé Flato (* 17. September 1937 in Tel Aviv; † 27. November 1998 in Paris) war ein französischer Mathematiker und theoretischer Physiker.

## Leben
Flato wurde als Sohn russischer bzw. polnischer jüdischer Emigranten in Palästina geboren. Auf der Schule tat er sich neben Mathematik auch in Musik hervor, erhielt Klavierunterricht bei der Mutter von Daniel Barenboim und schwankte eine Zeit lang Konzertpianist zu werden. Ab 1955 studierte er an der Hebrew University in Jerusalem Physik und Mathematik (Master-Abschluss in Physik 1960). Sein Studium bei Giulio Racah brachte ihn dabei früh mit gruppentheoretischen Methoden in Kontakt. Nach dem Abschluss war er als Offizier in der israelischen Luftwaffe, wo er wie auch gleichzeitig an der Hebrew University, Kurse in Mathematik gab. 1961 war er auch Leiter einer Theoriegruppe in der israelischen Reaktorforschung und unterrichtete gleichzeitig Festkörperphysik an der Bar-Ilan-Universität. 1963/64 war er mit einem Stipendium am Institut Henri Poincaré in Paris und danach an der Universität Lyon. 1965 promovierte er bei André Lichnerowicz in Paris. 1967 wurde er französischer Staatsbürger und 1968 Professor für Mathematik an der Universität Dijon.
Flato war in Frankreich seit seiner Ankunft in den 1960er-Jahren ein nicht zuletzt dank seiner energischen Persönlichkeit einflussreicher mathematischer Physiker. In den 1960er Jahren beschäftigte er sich wie viele andere Physiker mit Versuchen, die Poincare-Gruppe mit internen Symmetriegruppen in Elementarteilchentheorien zu vereinigen, bis sich dies durch die von Sidney Coleman und Jeffrey Mandula und anderen bewiesenen Theoreme zunächst als Irrweg erwies. Flato beschäftigte sich auch weiterhin mit Anwendungen gruppentheoretischer Methoden in der Physik, zum Beispiel bei nichtlinearen Differentialgleichungen.
1978 führte er mit Daniel Sternheimer (einem engen Mitarbeiter), Christian Fronsdal und André Lichnerowicz die mathematische Idee der Deformierungs-Quantisierung ein, in Analogie der Korrespondenz von Poisson-Klammern zu Kommutatoren beim Übergang von klassischer Mechanik zu Quantenmechanik durch Paul Dirac.
1980 erhielt er den Saintour Preis des Collège de France. 1984 bis 1992 war er im wissenschaftlichen Beirat der französischen Versicherungswirtschaft (Union des Assurances de Paris).